# Europees kampioenschap schaatsen vrouwen 1988
De dertiende editie van het Europees kampioenschap schaatsen voor vrouwen, georganiseerd door de Internationale Schaatsunie (ISU), vond voor de derde keer in Noorwegen plaats. Na Brandbu in 1973 en Geithus in 1986 was deze editie aan Kongsberg (provincie Buskerud) toegewezen, alwaar op de Kongsberg idrettspark op 16 en 17 januari 1988 het kampioenschap over de kleine vierkamp (500-3000-1500-5000 meter) werd verreden.

## Deelname
Vijfentwintig deelneemsters, twaalf landen namen aan dit kampioenschap deel. Alle twaalf landen, Nederland (4), de DDR (4), Sovjet-Unie (4), Noorwegen (3), Frankrijk (2), Zweden (2), Finland (1), Italië (1), Joegoslavië (1), Oostenrijk (1), Polen (1) en West-Duitsland (1), waren ook vertegenwoordigd op het EK in 1987. Negen vrouwen debuteerden op dit kampioenschap.
De Oost-Duitse Andrea Ehrig-Mitscherlich veroverde haar vierde Europese titel op rij, het was haar vijfde titel, in 1983 werd ze voor het eerst Europees kampioene. Net als op het kampioenschap van 1987 behaalde ze de zege met vier afstand overwinningen. Haar totaal afstand medailles bracht ze tot zeventien medailles (13-3-1).
De Oost-Duitse debutante Gunda Kleemann legde beslag op de tweede positie, middels vier tweede plaatsen op de afstanden. Voor het vierde opeenvolgende jaar werd ze ook op het erepodium geflankeerd door Yvonne van Gennip, na drie keer op plaats twee dit jaar op plaats drie.
Achter Van Gennip eindigde van de Nederlandse vrouwen alleen Marieke Stam in de top tien, net als in 1988 werd zij negende. De twee debuterende vrouwen Ingrid Paul en Marga Preuter eindigden respectievelijk op de dertiende en zeventiende plaats.

## Afstandmedailles
Van de Nederlandse delegatie behaalde Yvonne van Gennip als enige afstandmedailles. Ze behaalde brons op de 1500 meter en 5000 meter. Emese Nemeth-Hunyady, die de bronzen medaille op de 500 meter won, behaalde de eerste medaille voor Oostenrijk op het Europees Kampioenschap. De afvaardiging van de Sovjet-Unie ging voor de derde keer zonder een medaille, zowel in het eindklassement als een afstandsmedaille, terug naar huis. De vorige keren waren in 1985 en 1987.
| Afstand | Goud                      | Zilver         | Brons                |
| ------- | ------------------------- | -------------- | -------------------- |
| 500m    | Andrea Ehrig-Mitscherlich | Gunda Kleemann | Emese Nemeth-Hunyady |
| 1500m   | Andrea Ehrig-Mitscherlich | Gunda Kleemann | Yvonne van Gennip    |
| 3000m   | Andrea Ehrig-Mitscherlich | Gunda Kleemann | Constanze Scandolo   |
| 5000m   | Andrea Ehrig-Mitscherlich | Gunda Kleemann | Yvonne van Gennip    |

## Klassement
Achter de namen staat tussen haakjes bij meervoudige deelname het aantal deelnames.
| #      | Naam                              | Punten  | 500m       | 3000m        | 1500m        | 5000m          |
| ------ | --------------------------------- | ------- | ---------- | ------------ | ------------ | -------------- |
| Goud   | Andrea Schöne-Mitscherlich (6)    | 180,163 | 43,01 (1)  | 4.28,89 (1)  | 2.12,46 (1)  | 8.01,85 (1)    |
| Zilver | Gunda Kleemann                    | 184,594 | 43,23 (2)  | 4.33,92 (2)  | 2.13,71 (2)  | 8.02,38 (2)    |
| Brons  | Yvonne van Gennip (5)             | 183,926 | 43,35 (7)  | 4.38,09 (4)  | 2.15,75 (3)  | 8.09,78 (3)    |
| 4      | Constanze Scandolo                | 184,383 | 43,16 (4)  | 4.36,43 (3)  | 2.16,17 (4)  | 8.17,62 (4)    |
| 5      | Erwina Ryś-Ferens (8)             | 186,550 | 43,19 (5)  | 4.41,64 (7)  | 2.16,67 (5)  | 8.28,64 (11)   |
| 6      | Natalja Artamonova-Kurova (3)     | 187,327 | 43,26 (6)  | 4.42,77 (8)  | 2.17,15 (6)  | 8.32,23 (13)   |
| 7      | Inga Gilaoeri (2)                 | 187,827 | 43,90 (11) | 4.39,91 (6)  | 2.20,12 (13) | 8.25,70 (9)    |
| 8      | Jasmin Krohn (4)                  | 188,164 | 44,11 (12) | 4.43,68 (10) | 2.19,77 (11) | 8.21,84 (5)    |
| 9      | Marieke Stam (3)                  | 188,399 | 43,57 (8)  | 4.46,23 (13) | 2.19,75 (10) | 8.25,41 (7)    |
| 10     | Svetlana Bojko                    | 188,595 | 45,18 (20) | 4.39,59 (5)  | 2.18,83 (8)  | 8.25,41 (7)    |
| 11     | Jacqueline Börner (2)             | 188,615 | 43,87 (10) | 4.45,91 (12) | 2.18,12 (7)  | 8.30,54 (12)   |
| 12     | Jelena Tumanova                   | 188,833 | 44,49 (13) | 4.44,72 (11) | 2.19,24 (9)  | 8.24,77 (6)    |
| 13     | Ingrid Paul                       | 189,078 | 44,63 (16) | 4.43,41 (9)  | 2.19,77 (11) | 8.26,23 (10)   |
| 14     | Emese Nemeth-Hunyady (4)          | 190,403 | 43,15 (3)  | 4.46,52 (15) | 2.20,70 (14) | 8.46,00 (15)   |
| 15     | Bjørg Eva Jensen (5)              | 193,094 | 45,50 (21) | 4.47,23 (16) | 2.21,06 (15) | 8.47,03 * (16) |
| 16     | Minna Nystedt (4)                 | 193,890 | 46,03 (23) | 4.46,46 (14) | 2.24,99 (21) | 8.37,87 (14)   |
| NC17   | Marga Preuter                     | 139,356 | 43,79 (9)  | 4.50,52 (17) | 2.21,44 (16) |                |
| NC18   | Aila Tartia (8)                   | 140,779 | 44,56 (15) | 4.52,58 (21) | 2.22,37 (17) |                |
| NC19   | Marie-France van Helden-Vives (5) | 140,833 | 44,63 (16) | 4.51,96 (20) | 2.22,63 (18) |                |
| NC20   | Elena Belci (3)                   | 142,034 | 45,13 (19) | 4.51,85 (19) | 2.24,79 (20) |                |
| NC21   | Ylva Fors                         | 142,306 | 44,50 (14) | 4.59,70 (23) | 2.23,57 (19) |                |
| NC22   | Else Ragni Yttredal               | 143,716 | 44,83 (18) | 5.02,28 (28) | 2.25,52 (23) |                |
| NC23   | Stéphanie Dumont (2)              | 143,811 | 45,77 (22) | 4.57,55 (22) | 2.25,35 (22) |                |
| NC24   | Petra Becker                      | 143,835 | 46,33 (24) | 4.51,73 (18) | 2.26,65 (24) |                |
| NC25   | Bibija Kerla (3)                  | 162,744 | 55,60 (25) | 5.31,03 (25) | 2.35,92 (25) |                |

* = gevallen